# Nyresvigt
Nyresvigt, eller nyreinsufficiens, er en tilstand hvor nyrerne ikke fungerer i tilstrækkelig omfang. Nyresvigt kan enten være akut eller kronisk og kan skyldes en hel række problemer.

## Symptomer
Indledningsvis er symptomerne få og svage; først ved fremskreden nyresygdom begynder symptomerne at vise sig. Disse omfatter:
- Træthed
- Svimmelhed
- Anoreksi
- Kvalme
- Kløe
- Ødemer
- Stomatitis (mundhulebetændelse)
- Encefalopati (hjernesygdom)
- Kramper
- Åndenød
- Knogleskørhed
- Arytmier

## Årsager

### Kronisk nyresvigt
Kronisk nyresvigt skyldes mest hyppigt diabetes mellitus, for højt blodtryk eller glomerulonefritis.

### Akut nyresvigt
Årsager til akut nyresvigt kan deles op efter om årsagen findes før nyrerne (prærenale), i selve nyrerne (renale) eller efter nyrerne (postrenale).

#### Prærenale årsager
- Nedsat ekstracellulærvolumen: Diurese, blødning, tab af vaskulær væske ind i det ekstravaskulære rum (f.eks. ved ascites, peritonitis, pancreatitis eller brandsår).
- Nedsat minutvolumen fra hjertet: Hjertesygdom, pulmonal arteriel hypertension, lungeembolisme.
- Nedsat systemisk karmodstand: Septisk shock, leversvigt, blodtrykssænkende lægemidler.
- Øget modstand i nyrekarrene: Lægemidler (f.eks. NSAIDer, ciclosporin, tacrolimus), hyperkalcæmi, anafylakse.
- Nedsat efferent arteriole modstand: Lægemidler (ACE-hæmmere eller angiotensin II-antagonister).

#### Renale årsager
- Akut tubulær skade: Iskæmi (f.eks. ved kirurgi, blødning, lægemidler, giftstoffer).
- Akut glomerulonefritis: Wegeners granulomatose, Goodpasture syndrom, lupus.
- Akut tubulointerstitiel nefritis: Lægemidler (f.eks. NSAIDer, β-lactamantibiotika, sulfonamider, ciprofloxacin, thiazid diuretika, furosemid, cimetidin, phenytoin, allopurinol), pyelonefritis.
- Akut vaskulær nefropati: Vaskulitis, malign hypertension, scleroderm.
- Infiltrative sygdomme: Lymfom, leukæmi, sarcoidose.

#### Postrenale årsager
- Tubulær udfældning: Urinsyre, lægemidler (sulfonamider, aciclovir, indinavir, methotrexat), myoglobin.
- Urinlederobstruktion: Nyresten, ødem, cancer, fødselsdefekter, urinledertraume ved f.eks. kirurgi eller ulykker.
- Blæreobstruktion: Prostata hyperplasi, prostatakræft, blærekræft.

## Undersøgelser

### Kliniske undersøgelser
- Urografi
- Ultrasonografi
- Nyrebiopsi
- Blodtryksmåling

### Blodanalyse
- P-Creatinin
- P-Carbamid
- P-Bicarbonat
- B-Hæmoglobin
- P-Calcium
- P-Phosphat
- P-Kalium
- P-Natrium

### Urinanalyse
- U-Protein
- U-Albumin
- Mikroskopi
- Sediment

## Behandling
Behandling afhænger af den specifikke patient, men kan bl.a. omfatte vitamin D, jern, erythropoietin (EPO), ACE-hæmmere, phosphatbindere, bicarbonat, dialyse og nyretransplantation.